# Buvik
Buvik ist eine ehemalige Kommune (Gemeinde) und Ort im mittelnorwegischen Verwaltungsbezirk (Fylke) Sør-Trøndelag in Norwegen. Sie war ursprünglich  bis 1855 ein Teil von Byneset und seit 1965 ein Teil von Skaun. Das administrative  Zentrum befand sich in dem Ort Buvika.  Die ehemalige Kommune Buvik umfasste den hauptsächlich nordöstlichen Teil des heutigen Skaun. Buvik umfasste das Gebiet und die Umgebung am Fluss Vigda, südlich des Gaulosen-Fjords.

## Geschichte
Die Kommune wurde 1855 gegründet, aus einem Teil der alten Kommune Byneset durch eine Abspaltung und Buvik hatte zu der Zeit ursprünglich eine Bevölkerung von 841 Einwohnern.  Am 1. Januar 1964 wurde ein kleiner Teil der Kommune Buvik gemeinsam mit Langørgen einer Landschaft mit nur 11 Einwohnern, zusammen mit der Nachbargemeinde an die Kommune Melhus angegliedert. Am 1. Januar 1965 wurde der Rest der Kommune Buvik mit 1267 Einwohnern mit den Orten Børsa und Skaun zusammengelegt, um so die neue größere Kommune Skaun zu bilden.